# Арге (міфологія)
Арге (давньогрецьке: Ἄργη) — персонаж давньогрецької міфології. У різних міфологічних традиціях це ім’я може належати кільком персонажам.

## Ототожнення
У давньогрецькій міфології дане ім'я може належати кільком особам:
- Арге — мисливиця. Коли вона переслідувала оленя, вона хвалилася, що наздожене тварину, навіть якщо вона буде бігати так швидко, як Геліос. Бог сонця, образившись її словами, перетворив її на лань[1]. Як мисливиця, вона може бути ідентичною іншій особі, яка подана нижче.
- Арге — одна з дівчат з Гіпербореї (друга — Упіс), які прийшли на Делос разом з Аполлоном і Артемідою, і отримували почесті від ділійців до кінця свого життя[2].
- Арге — німфа з Лікти, Крит. Вона була викрадена Зевсом і принесена ним на гору Аргілл в Єгипті, де вона народила сина Діоніса. Цю версію історії про народження Діоніса можна знайти лише в «Про ріки» Псевдо-Плутарха[3].

Арге є менш відомим персонажем у порівнянні з іншими німфами та богинями, проте її ім’я згадується у контексті різних міфологічних переказів, що свідчить про її ритуальне чи регіональне значення у давньогрецькій традиції.

## Етимологія і символіка
Ім’я «Арге» може походити від грецького слова "ἀργός" (argós), що означає «світлий», «білий», «швидкий» або «бездiяльний». Воно часто асоціюється із сонячними та небесними культами.